# Girafes de Dabous
Les girafes de Dabous formen part d'una sèrie de petròglifs neolítics que es troben al desert de Teneré, a Níger. Completades entre el 9000 i el 5000 ae, les girafes les documenta per primera vegada David Coulson al 1997 mentre viatjava amb una expedició fotogràfica per Níger, a Àfrica, encara que el seu descobriment es deu a Christian Dupuy, el 1987, a la zona dels tuareg.
Els relleus, d'uns 6 m d'alçada, consisteixen en dues girafes gravades en un lloc anomenat Roca de Dabous, amb gran quantitat de detalls, sobre el vessant inclinat d'un petit aflorament rocós de gres en els primers estreps de les muntanyes d'Aïr. Una de les girafes és mascle, mentre que l'altra, més petita, és femella.
A la rodalia s'hi han trobat 828 imatges gravades a les roques, de les quals 704 són animals (bòvids, girafes, estruços, antílops, lleons, rinceronts i camells), 61 són humanes i 159 són indeterminades.
La Fundació Bradshaw s'encarrega de la protecció i preservació d'aquest petròglif.